# Домбрад
Домбрад (мађ. Dombrád) је град у жупанији Саболч-Сатмар-Берег, у региону Северне Велике равнице у источној Мађарској.

## Географија
Покрива површину од 51,84 km2 (20 sq mi) и има популацију од 4.015 становника (2015).

### Етимологија
Име града потиче од словенског личног имена, упореди са чешким Доморад, Домород или српско-хрватским Доморад.

## Историја
Насеље потиче из ере Арпада, први пут се помиње у повељи 1067. године. Претходник данашњег града настао је спајањем Домбрада и Онтелека у 19. веку. Место је био је у власништву породице Хонт-Пазмањ у 13. веку, затим Калаја, а од 1386. године породице Цудар из Онода. Од средине 15. века припадао је поседу породице Вардаи из Кишварде, који је од 1611. подељен међу ћеркама наследницама.
Као резултат пренасељености почетком 20. века, миграција у Америку је била јака (До 1930. године иселило се 111. становника).
До 31. децембра 1988. године припадало јој је и село Ујдомбрад. Године 1999. добио је титулу најпросперитетнијег насеља у Мађарској и другог најпросперитетнијег села у Европи. Статус града је добио 1. јула 2000. године.

## Становништво
Године 2001. 92% градског становништва се изјаснило као Мађари, 8% Роми.
Током пописа 2011. године, 90,5% становника се изјаснило као Мађари, а 7,7% као Цигани (9,5% се није изјаснило. Због двојног идентитета, укупан број може бити већи од 100%). Верска дистрибуција је била следећа: римокатолици 14,4%, реформатори 58,5%, гркокатолици 1,9%, неденоминациони 6,8% (16,2% није одговорило).